# Kino plenerowe
Kino plenerowe – teren pod gołym niebem przeznaczony do oglądania filmów, gdzie widzowie siedzą najczęściej na leżakach lub kocach bez żadnego zadaszenia. Teren na jakim odbywają się pokazy kina plenerowego to najczęściej park miejski, rynek lub plaża. Ze względu na swoją specyfikę kino plenerowe często określane jest także jako kino pod gołym niebem bądź kino pod chmurką.

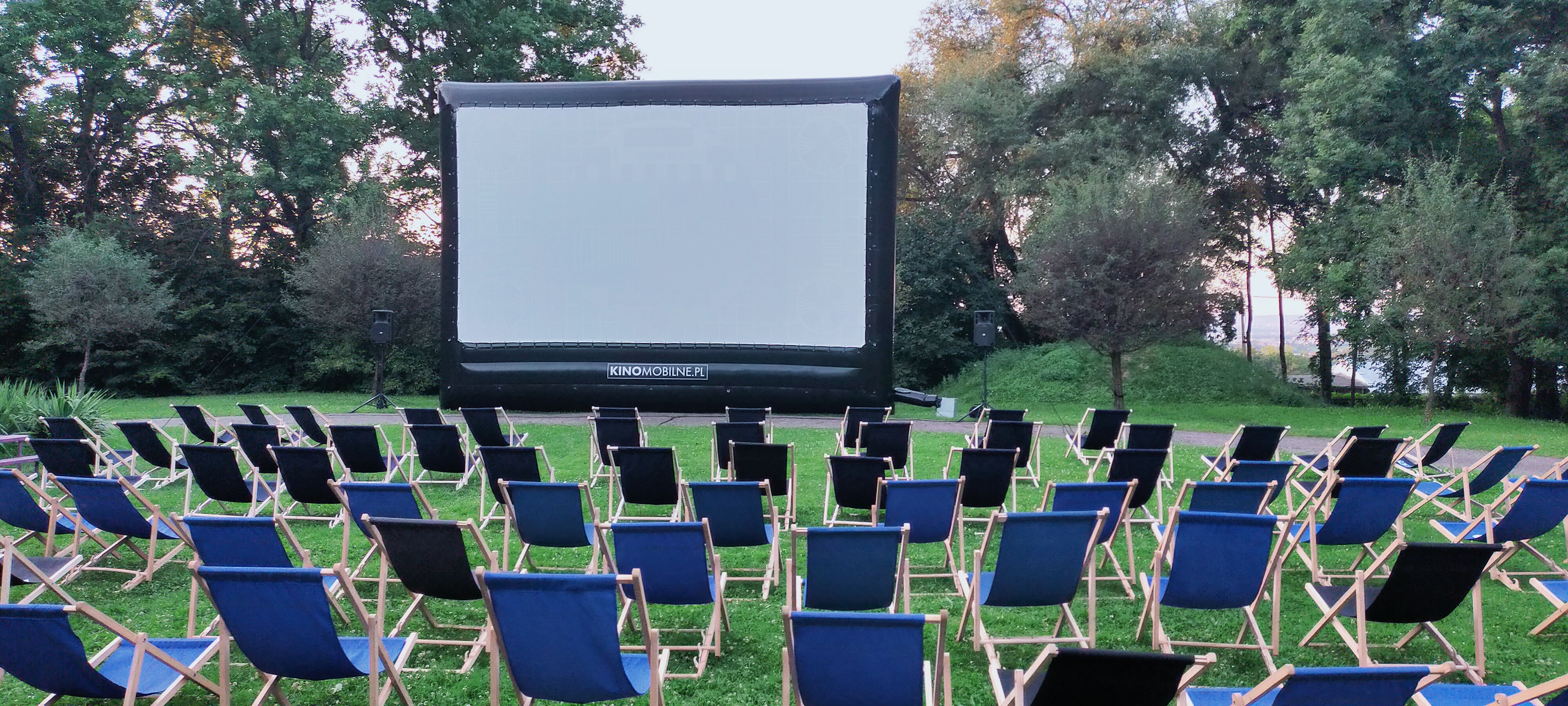
Kino plenerowe w parku, Dwór w Mogilanach

Kino plenerowe to alternatywa dla tradycyjnych sal kinowych, przeważnie w trakcie ciepłych miesięcy letnich. Do stworzenia kina plenerowego oprócz projektora oraz nagłośnienia potrzebny jest wielkoformatowy ekran projekcyjny. Ze względów na gabaryty najczęściej stosuje się tzw. ekrany pneumatyczne. 
Odmianą kina plenerowego jest kino samochodowe, które także organizowane jest w warunkach plenerowych, przeważnie na dużych parkingach. W odróżnieniu od kina plenerowego, kino samochodowe może odbywać się także w czasie deszczu ponieważ widzowie znajdują się w swoich samochodach i nie są bezpośrednio narażeni na warunki atmosferyczne.

## Historia kina plenerowego na świecie
Pierwsze kino plenerowe odbyło się w 1916 roku w Berlinie, Niemcy. W latach dwudziestych wiele teatrów plenerowych przemianowało się na kino plenerowe. Jednym z przykładów był Loew's New York, znajdujący się na Times Square

## Kino plenerowe w Polsce
Ze względu na klimat panujący w Polsce kina plenerowe organizowane są w miesiącach od maja do września. W dużych miastach każdego roku odbywa się od kilkudziesięciu do nawet kilkuset seansów kina plenerowego. Wstęp na większość pokazów jest bezpłatny, gdyż organizatorami najczęściej są urzędy bądź publiczne ośrodki kultury. Do największych festiwali kina plenerowego w Polsce zaliczyć można:
- Kino letnie Sopot-Zakopane - Jest to dwumiesięczny festiwal filmów odbywający się równolegle w Sopocie i Zakopanem.
- Filmowa Stolica Lata - wakacyjny cykl kin plenerowych w Warszawie odbywający się od 2005 roku

## Jak zorganizować kino plenerowe?
Aby zorganizować kino plenerowe w otwartej przestrzeni zgodnie z prawem należy zrobić to zgodnie z Ustawą o prawie autorskim i prawach pokrewnych. Konieczne jest uzyskanie zgody producenta bądź dystrybutora filmu, jaki wyświetlany będzie w kinie plenerowym (najczęściej odpłatnie) a także rozliczyć pokaz z organizacjami zbiorowego zarządzania takimi jak ZAiKS czy STOART.